# Günther Fritzschen
Günther Fritzschen (* 29. Juli 1930 in Berlin; † 19. November 2018 in Bonn) war ein deutscher Verwaltungsjurist und Beamter.

## Leben
Nach Schulbesuch in Berlin und Aurich legte er sein Abitur 1950 ab und begann sein Jurastudium in Heidelberg und Göttingen, welches er 1954 mit dem Referendarexamen abschloss. In Heidelberg war 1950 er einer der Mitgründer des Corps Vandalo-Guestphalia. Im Jahr 1958 wurde Günther Fritzschen zum  Dr. jur. mit einer Dissertation zum Thema: Die Entwicklung des Emder Stadtrechts bis zum Beginn des 16. Jahrhunderts promoviert. Im Jahr 1959 bestand er das juristische Assessorexamen und es erfolgte der Eintritt in das Bundesministerium der Verteidigung.

## Beruf
Fritzschen war von 1988 bis 1992 Präsident des Bundessprachenamtes (BSprA). In diese Zeit fiel mit der deutschen Wiedervereinigung auch die Umstrukturierung und Neuausrichtung auf neue Sprachen, da mit dem Wegfall des Warschauer Paktes Russisch an Bedeutung abgenommen hatte und Arabisch als Zielsprache eingeführt wurde.